# Arriva Transport Česká republika

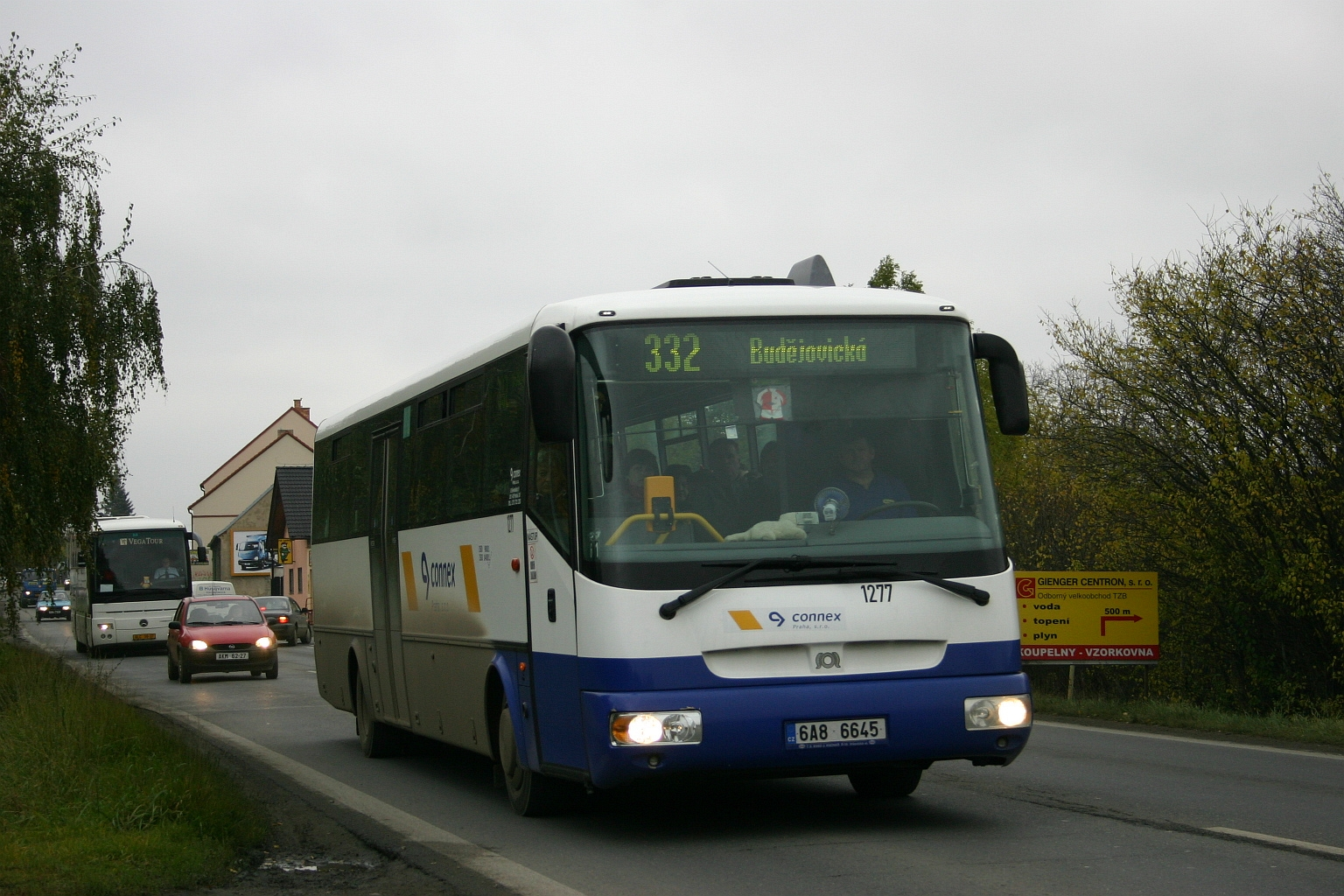
Autobus SOR C 12 dopravce Connex Praha s. r. o. v typickém firemním nátěru na lince PID č. 332, říjen 2007

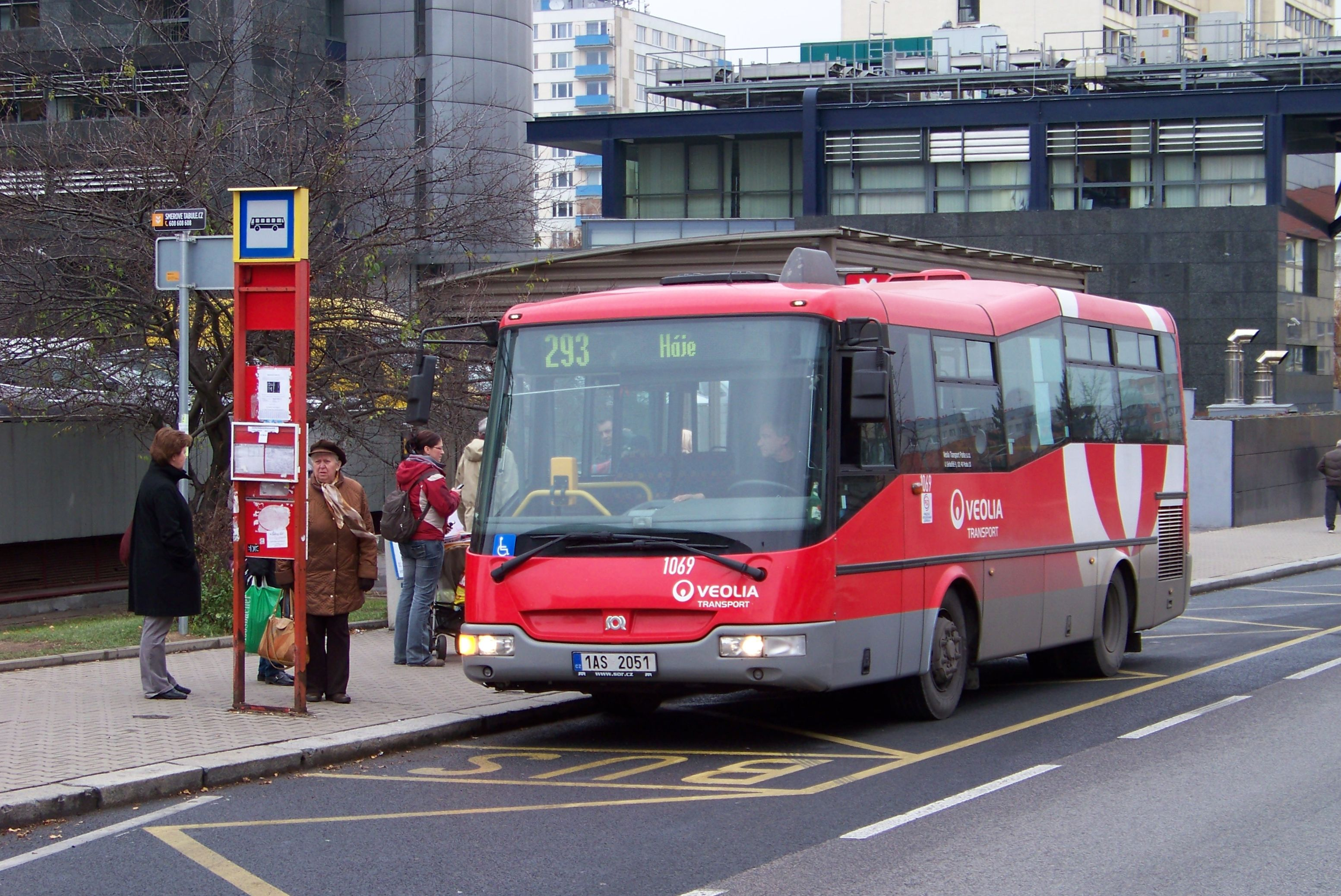
Autobus SOR CN 8,5 dopravce Veolia Transport Praha na městské autobusové lince 293 v Praze, prosinec 2011

ARRIVA TRANSPORT ČESKÁ REPUBLIKA a.s., od roku 2006 do června 2013 Veolia Transport Česká republika a.s., předtím do roku 2005 Connex Czech Holding a. s. je společnost zastřešující skupinu společností, které provozovaly hromadnou osobní dopravu, zejména autobusovou, od roku 2002 v rámci skupiny Connex, od roku 2006 v rámci skupiny Veolia Transport a od roku 2013 v rámci skupiny Arriva (pod níž již předtím a souběžně působí v České republice též holding Arriva holding Česká republika s. r. o.), která patří od roku 2010 ke skupině Deutsche Bahn. V květnu 2013 byla skupina Veolia Transport ČR označována za největšího autobusového dopravce v České republice; v té době údajně zaměstnávala v Česku 2600 lidí a provozovala 1600 autobusů a 4 regionální vlaky. Působí hlavně v Praze a Středočeském kraji, ve východních Čechách a rozsáhlé severní části Moravy a v českém Slezsku. Dceřiná společnost Arriva Teplice s.r.o. provozuje mimo jiné městskou autobusovou i trolejbusovou dopravu v Teplicích.

Arriva je jednou z největších dopravních společností v Evropě, která v jedenácti evropských zemích zaměstnává přes 34 tisíc lidí a ročně přepraví přes jednu a půl miliardy cestujících. V České republice provozuje skupina Arriva na dva tisíce autobusů, téměř sto vlaků a zaměstnává více než tři a půl tisíce zaměstnanců. Celkový roční obrat skupiny převyšuje sedm miliard korun. Hlavní činností společnosti je zajišťování linkové autobusové dopravy, denně vypraví přes 15 000 spojů a za rok přepraví více než 115 milionů cestujících. Na trhu pravidelné osobní autobusové dopravy v České republice tak skupina zaujímá vedoucí postavení. V roce 2013 vstoupila Arriva i na trh železniční osobní dopravy. Od prosince 2019 provozuje dceřiná společnost Arriva vlaky rychlíkové linky s označením R21, R22, R24 a R26, osobní vlaky v Libereckém a Zlínském kraji. Od poloviny prosince 2020 vypravuje i vlaky na rychlíkové lince R14 z Pardubic přes Liberec do Ústí nad Labem. V závěru roku 2023 začala zajišťovat elektrické vlaky na lince P1 v Plzeňském kraji.
K 22. prosinci 2016 se podle obchodního rejstříku společnost ARRIVA TRANSPORT ČESKÁ REPUBLIKA a.s. stala vlastníkem společnosti Arriva holding Česká republika s.r.o. Následně se byla k 31. květnu 2017 do společnosti ARRIVA TRANSPORT ČESKÁ REPUBLIKA a.s. sloučena společnosti Arriva holding Česká republika s.r.o., která tím zanikla, její dceřiné společnosti byly však na nového vlastníka přepsány až 2. června 2017. K 1. červnu 2017 uskutečnila vlna transformace a přeskupování dceřiných společností skupiny Arriva, například sloučení společností Arriva Teplice a části společnosti Arriva Praha do nové společnosti Arriva City, zrušení společnosti OSNADO (začlenění do společnosti Arriva Východní Čechy) a rozšíření společnosti Arriva Střední Čechy o část zrušené společnosti Arriva Praha a další centralizace servisních činností do společnosti Arriva Services.
Podle článku ze srpna 2017 skupina Arriva v České republice provozuje 2150 autobusů, 35 trolejbusů, 5 vlaků osobní dopravy a zaměstnává téměř 3500 zaměstnanců. Celkový roční obrat skupiny převyšuje 4,5 miliardy korun.

## Historie

### Connex

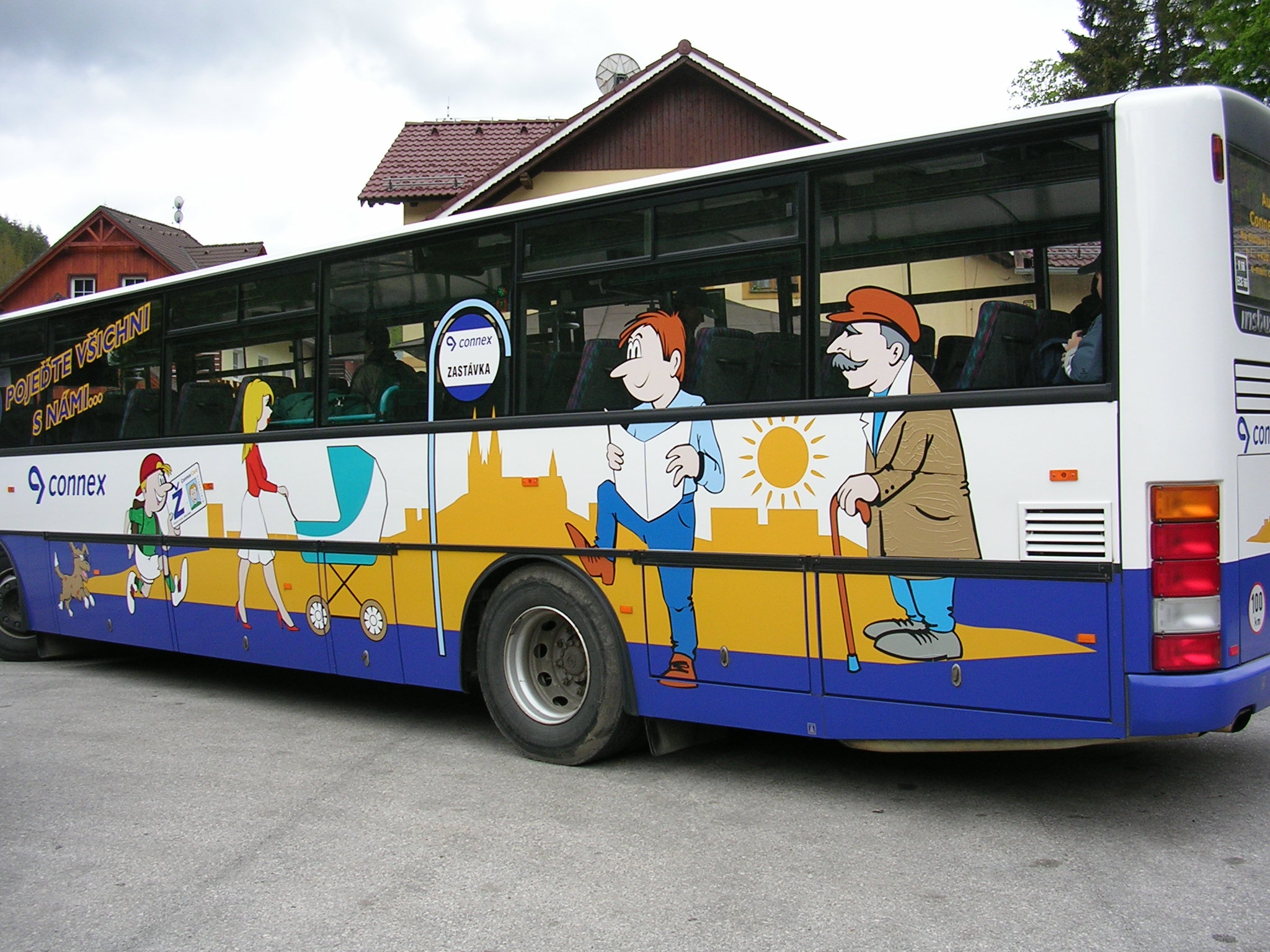
Autobus Connex Východní Čechy a. s. s reklamou na dopravu pod značkou Connex, červen 2006

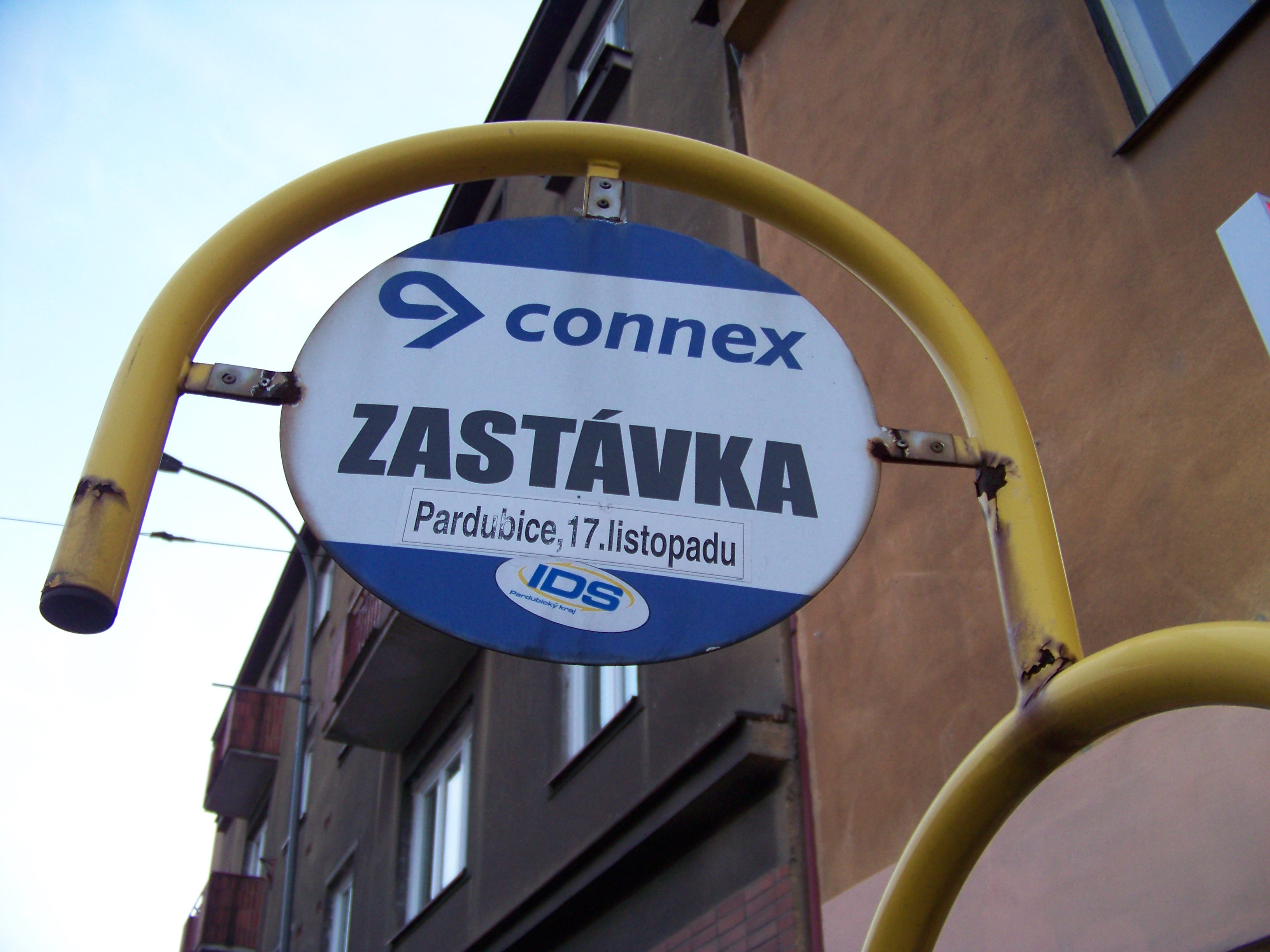
Zastávkový sloupek společnosti Connex Východní Čechy a. s. v Pardubicích

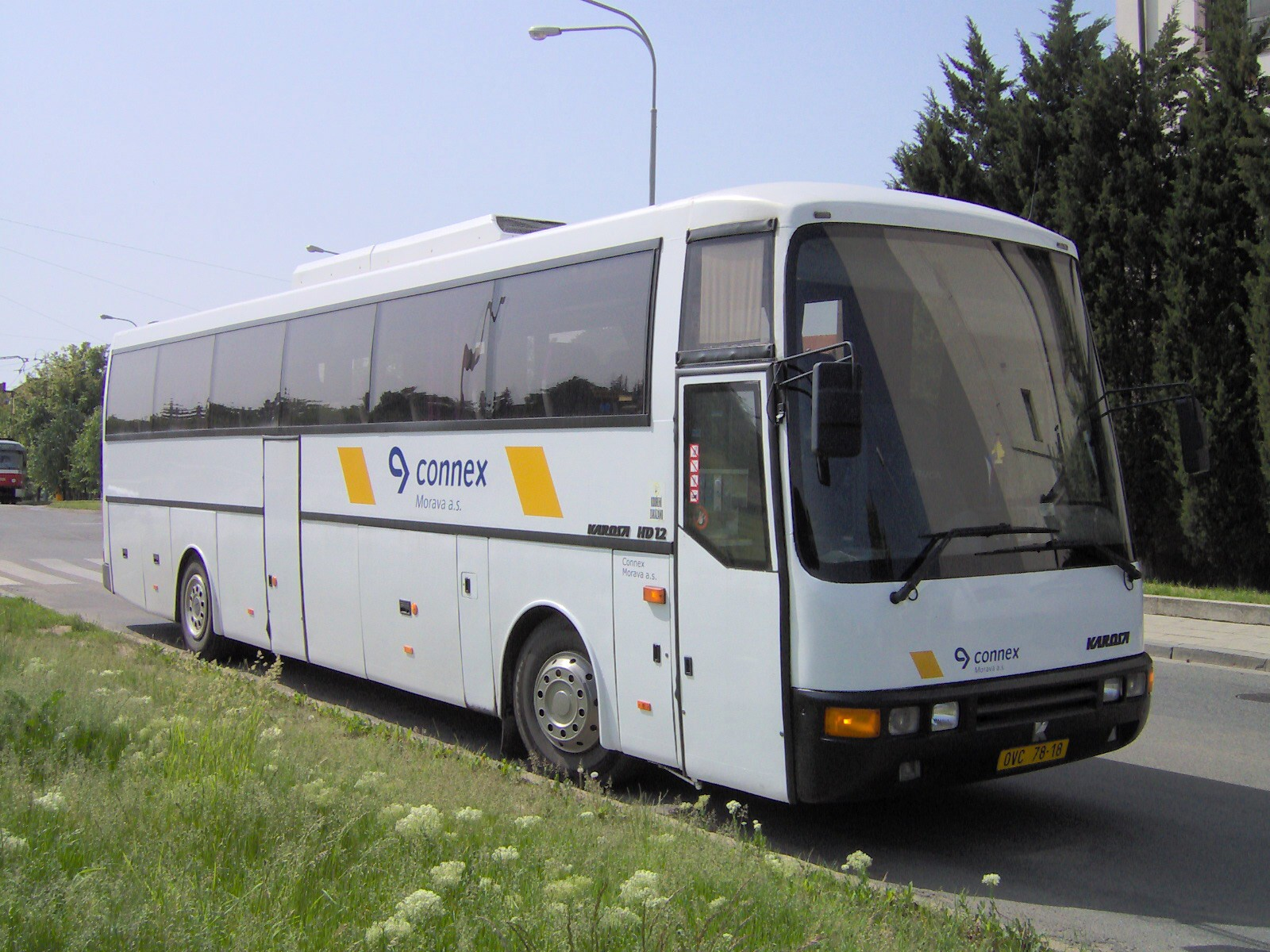
Zájezdový autobus Karosa LC 757 dopravce Connex Morava a. s. v Brně, květen 2008

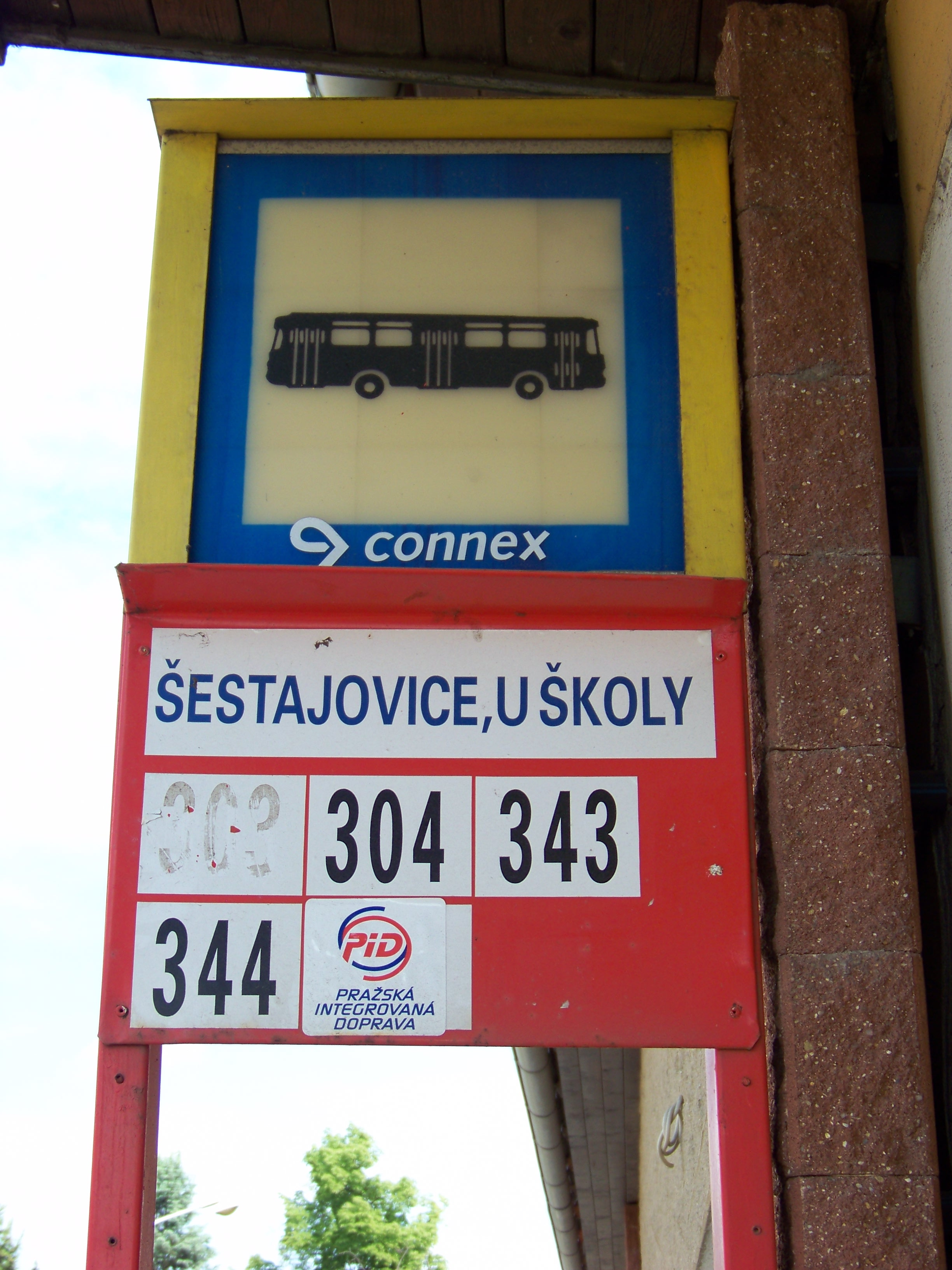
Označení společnosti Connex Praha s. r. o. na zastávkovém sloupku Pražské integrované dopravy v Šestajovicích

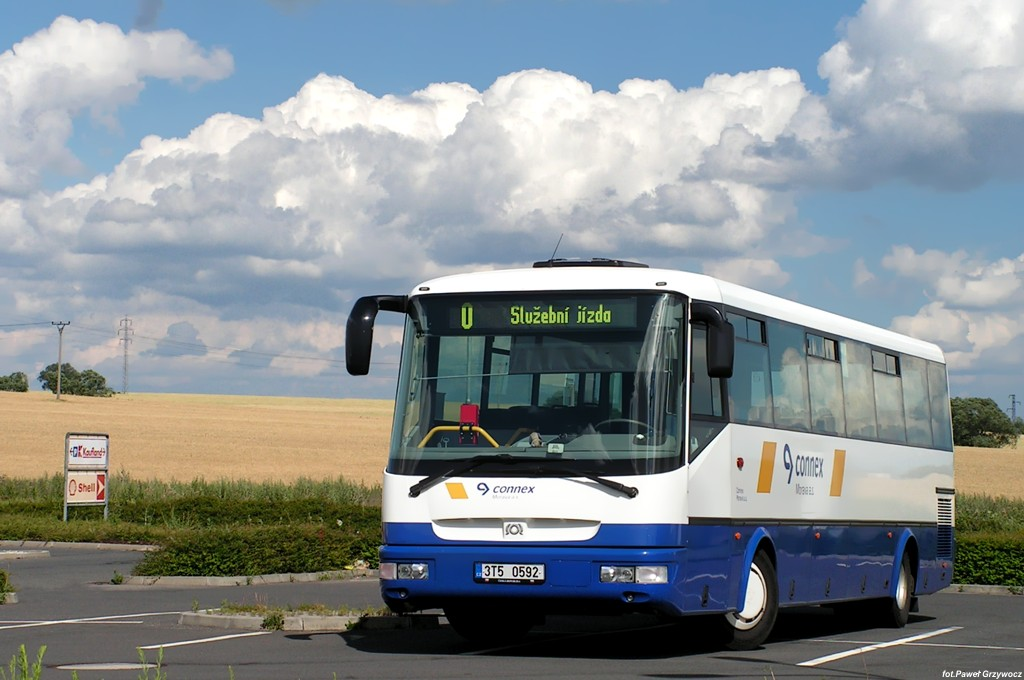
Autobus Connex Morava a. s. v Opavě, červen 2007

Dne 5. března 2001 švédská společnost Connex Transport AB koupila předzaloženou společnost SC99E, s. r. o. a téhož dne ji přejmenovala na Connex CR, s. r. o. Tato společnost nikdy přímo neprovozovala veřejnou autobusovou dopravu, ale jejím prostřednictvím skupina Connex od roku 2004 vlastnila dopravní společnost Connex Příbram s. r. o. až do jejího sloučení s Connex Praha s. r. o. v roce 2008.
1. ledna 2002 skupina Connex provedla první velkou akvizici v České republice. Švédská společnost Connex Transport AB se stala jediným akcionářem společnosti ČSAD BUS Ostrava a. s. a přejmenovala ji na Connex Morava a. s. Společnost provozovala autobusovou dopravu v oblasti severní Moravy. Od 1. října 2002 Connex Morava a. s. převzala po dosavadním dopravci Stavební obnova železnic a.s. provozování železniční dopravy na Železnici Desná.
29. května 2002 se švédská společnost Connex Transport AB stala jediným akcionářem společnosti ČSAD AUTOBUSY CZ Chrudim a. s. a k témuž dni ji přejmenovala na CONNEX Východní Čechy a. s.
29. listopadu 2002 švédská společnost Connex Transport AB získala od ČSAD Třinec a. s. stoprocentní vlastnictví společnosti BUS Slezsko a. s.
20. února 2003 byla zapsána nová společnost CONTEP, s. r. o., kterou ze dvou třetin vlastnila švédská společnost Connex Transport AB a z jedné třetiny soukromá společnost DP Teplice, s. r. o. Podnik provozoval městskou autobusovou a trolejbusovou dopravu v Teplicích, zřejmě jako subdodavatel pro svého menšinového vlastníka, pod jehož jménem byla doprava provozována.
3. března 2003 převzala švédská společnost Connex Transport AB předzaloženou společnost Licorne, s. r. o. a téhož dne ji přejmenovala na Connex Praha s. r. o. Tato společnost převzala činnosti a majetek po ČSAD Praha-Vršovice a. s., která pak prošla likvidací o mnoho let později.
31. března 2004 byla zapsána nová společnost Connex Česká Železniční s. r. o., jejímž vlastníkem byla švédská společnost Connex Transport AB. Společnost byla založena za účelem provozování dálkové železniční dopravy, která však nikdy nebyla zahájena a 10. března 2008 byla Connex Česká Železniční s. r. o. zrušena s likvidací.
K 20. říjnu 2004 ziskala skupina prostřednictvím své společnosti Connex CR, s. r. o. společnost Česká silniční automobilová doprava Příbram s. r. o., kterou k témuž dni přejmenovala na Connex Příbram s. r. o. Předchozími vlastníky bylo Sdružení měst a obcí okresu Příbram „Doprava 99“ (40 %) a tři fyzické osoby. Společnost byla dominantním autobusovým dopravcem na Příbramsku a Sedlčansku.
Dne 12. září 2005 získala CONNEX Východní Čechy a. s. od města Kolín 95% podíl ve společnosti Městská autobusová doprava Kolín, s. r. o., který provozoval městskou dopravu v Kolíně od 1. října 1995, zbylý 5% podíl si město nejprve ponechalo a až 23. února 2007 jej prodalo většinovému vlastníkovi. 1. července 2008 Městská autobusová doprava Kolín, s. r. o. zanikla fúzí se svým vlastníkem.
Dne 15. srpna 2005 byla do obchodního rejstříku zapsaná společnost Connex Czech Holding a. s., která poté sama veřejnou dopravu neprovozovala, ale do jejího vlastnictví se postupně soustředily všechny české dopravní společnosti skupiny Connex (4. října 2005 Connex CR, s. r. o., jejíž dceřinou společností byl Connex Příbram s. r. o., 4. října 2005 Connex Česká Železniční s. r. o., 7. října 2005 BUS Slezsko a. s. a Connex Morava a. s., 11. října 2005 CONNEX Východní Čechy a. s. a podíl v CONTEP, s. r. o., 12. října 2005 Connex Praha s. r. o.). Jediným akcionářem byla původně švédská společnost Connex Transport Aktiebolag, od 19. září 2005 švédská společnost Connex Northern Europe Aktiebolag, od 26. ledna 2006 německá společnost Connex Central Europe GmbH.

### Veolia Transport

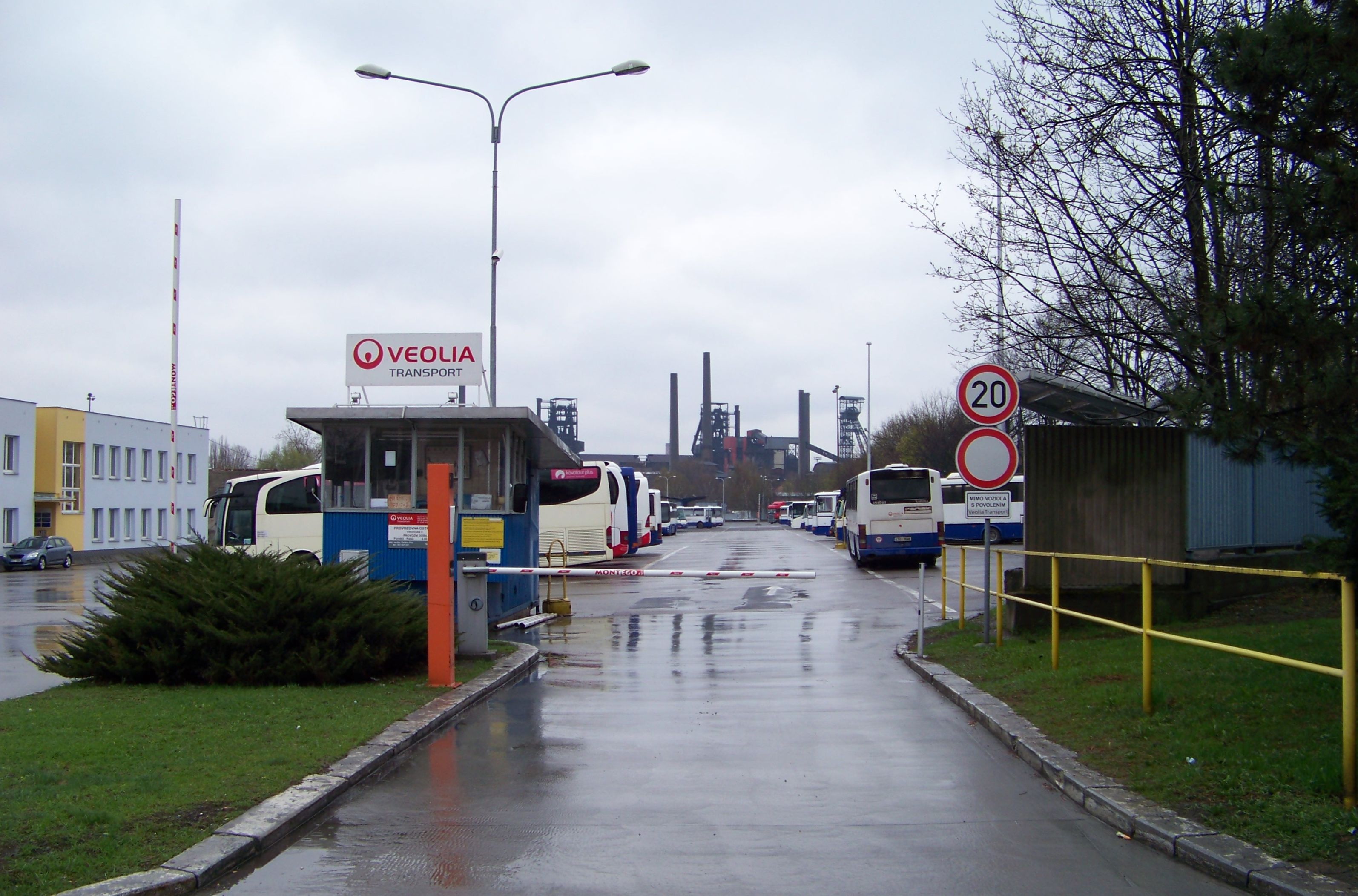
Garáže Veolia Transport Morava a. s. v Moravské Ostravě

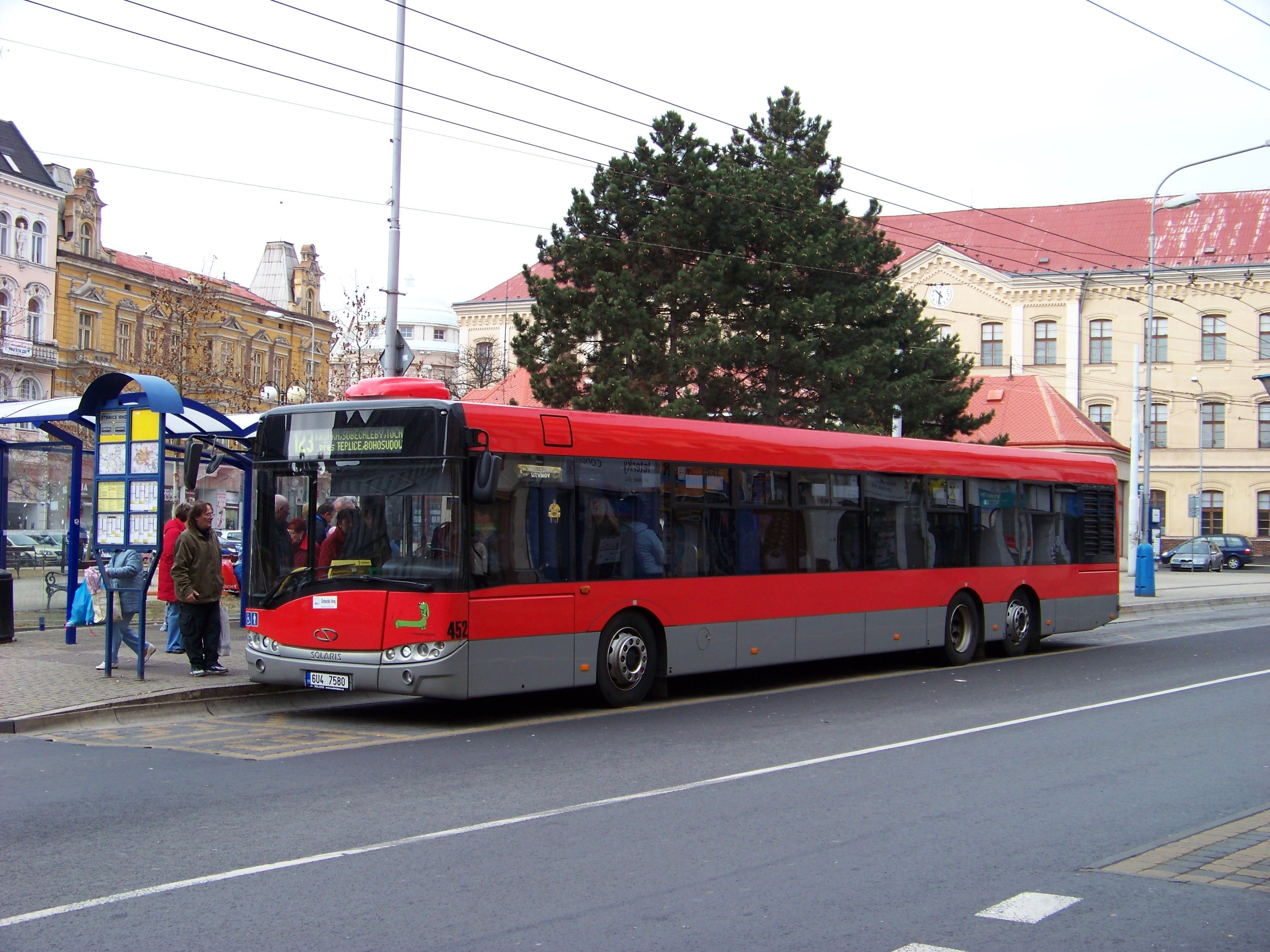
Autobus Solaris Urbino 15 společnosti Veolia Transport Teplice s. r. o. na příměstské lince 123 v Teplicích, březen 2012

Začátkem roku 2006 českou skupinu Connex převzala skupina Veolia Transport, ale k faktickému rebrandingu došlo až v létě 2008. 30. března 2006 byla česká zastřešující společnost Connex Czech Holding a. s. přejmenována na Veolia Transport Česká republika a. s., ale až k 28. června 2006 bylo do obchodního rejstříku zapsáno, že se jejím jediným akcionářem stala německá společnost VEOLIA Transport Central Europe GmbH. Vlastníkem VEOLIA Transport Central Europe GmbH byla Veolia Envrironnement spolu s francouzskou státní bankou Caisse des dépôts et consignations (CDC).
12. dubna 2007 získala Veolia Transport Česká republika a. s. od soukromých vlastníků společnost DOPRAVNÍ PODNIK Teplice, s. r. o. (zkráceně DP Teplice, s. r. o.) a převedla na ni činnost společnosti CONTEP, s. r. o., která pak byla 26. února 2008 zrušena s likvidací.
Od 5. února 2008 byla Veolia Transport Česká republika a. s. zapsána v obchodním rejstříku jako společník se stoprocentním podílem na do té doby soukromé společnosti NERABUS s. r. o. Ta k 1. červenci 2009 zanikla fúzí s Veolia Transport Praha s. r. o.
10. března 2008 byla s likvidací zrušena Connex Česká Železniční s. r. o.
V létě 2008 došlo k postupném rebrandingu na značku Veolia Transport a ke sloučení dosavadních 8 společností do 4. V létě 2009 pak zanikla sloučením s Veolia Transport Praha s. r. o. i společnost NERABUS s. r. o.:
- 1. července 2008 - DOPRAVNÍ PODNIK Teplice s. r. o. byl přejmenován na Veolia Transport Teplice s. r. o.[3]
- 1. července 2008 MAD Kolín s.r.o. zanikla fúzí s Connex Východní Čechy a. s.[3]
- 1. července 2008 Connex Příbram s.r.o. zanikl fúzí s Connex Praha a. s.[3]
- 1. srpna 2008 - Connex Morava a. s. byl přejmenován na Veolia Transport Morava a. s.[3]
- 1. září 2008 - Connex Praha s. r. o. byl přejmenován na Veolia Transport Praha s. r. o.[3]
- 1. září 2008 - Connex Východní Čechy a. s. byl přejmenován na Veolia Transport Východní Čechy a. s.[3].
- 1. října 2008 společnost BUS Slezsko a. s. zanikla fúzí se společností Veolia Transport Morava a. s.[3]
- 1. července 2009 společnost NERABUS s. r. o. zanikla fúzí s Veolia Transport Praha s. r. o.

1. ledna 2010 se Veolia Transport Česká republika a. s. stala stoprocentním vlastníkem firmy Spojbus s. r. o., která byla následně sloučena s Veolia Transport Praha a. s. Vozový park Spojbusu činil 25 vozů, roční výkon byl 1,6 milionu linkových kilometrů, dopravce provozoval linky PID, zvláštní linkovou dopravu a zájezdovou dopravu.
1. září 2011 se Veolia Transport Východní Čechy a.s. stala jediným akcionářem společnosti ORLOBUS a.s. (sídlo v Novém Městě nad Metují a provozovna v Jaroměři). Orlobus měl zatím nadále provozovat dopravu pod svým původním jménem a v dosavadním rozsahu. K 1. červenci 2012 byla společnost ORLOBUS a.s. zrušena sloučením s mateřskou společností. K červnu 2013 byla pod firmou Orlobus a.s. vedena v celostátním informačním systému o jízdních řádech již pouze mezinárodní linka 000261.
Nezávisle na této české skupině působí v České republice společnost Veolia Eurolines CZ a.s., do roku 2007 SODELI CZ a.s., jejímž jediným akcionářem byla Sociéte de Développement et d'Exploitation de Lignes Internationales Brusel, v letech 2008–2010 francouzská společnost Veolia Eurolines, od roku 2010 VT Eurolines.
Skupina Veolia v České republice podniká i ve vodním hospodářství.

### Arriva

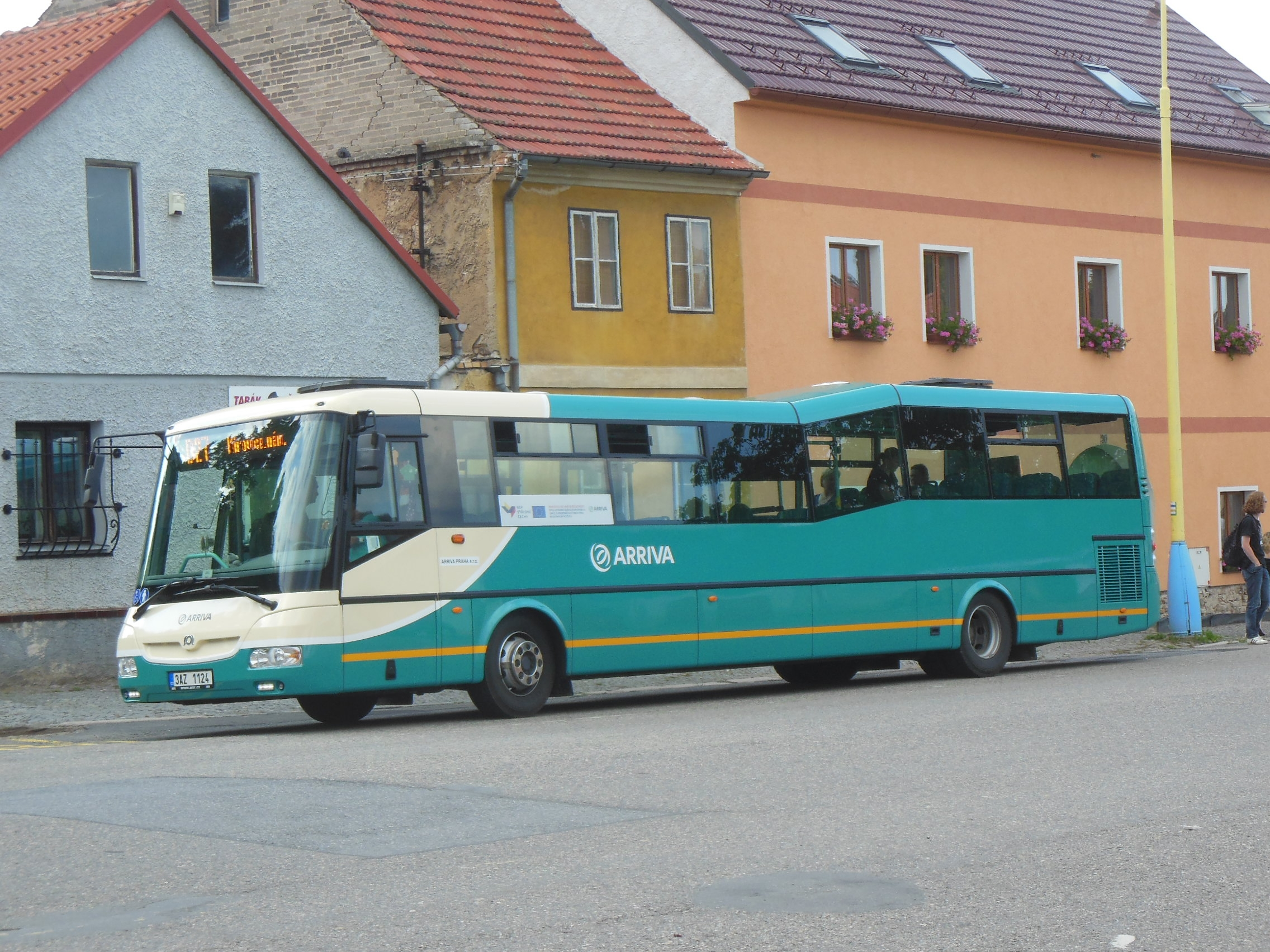
Autobus SOR CN 12 dopravce Arriva Praha v barvách skupiny Arriva, Milín, červenec 2014

V únoru 2013 agentura Reuters zveřejnila zprávu, že Deutsche Bahn koupí od francouzské firmy Veolia Transdev její středoevropskou dceřinou firmu Veolia Transport Central Europe včetně aktivit v Česku, na Slovensku, v Polsku, Srbsku, Chorvatsku a Slovinsku, o rozsahu přes 3300 (kolem 3400) vozidel v přibližně 60 depech v 6 zemích () a přes 6300 zaměstnanců; roční tržby VTCE za rok 2011 činily 252 milionů eur. Veolia Transport Central Europe se stala součástí skupiny Arriva; Arriva tak rozšířila svou působnost na 15 zemí a přesáhla počet 55 tisíc zaměstnanců. K 1. červenci 2013 došlo k přejmenování firem a náhradě loga Veolia Transport logem Arriva; design vozidel se má měnit průběžně s obměnou vozového parku, nemá dojít k zásadním změnám ve vedení společností.
K 1. červenci 2013 došlo k přejmenování mateřské společnosti i pěti dceřiných společností. K témuž dni byl v českém obchodním rejstříku přepsán název mateřské společnosti (jediného akcionáře) z VEOLIA Transport Central Europe GmbH na ARRIVA EUROPE GmbH.
- Veolia Transport Česká republika a.s. byla přejmenována na ARRIVA TRANSPORT ČESKÁ REPUBLIKA a.s.
- Veolia Transport Morava a.s. byla přejmenována na ARRIVA MORAVA a.s.
- Veolia Transport Východní Čechy a.s. byla přejmenována na ARRIVA VÝCHODNÍ ČECHY a.s.
- Veolia Transport Praha s.r.o. byla přejmenována na ARRIVA PRAHA s.r.o.
- Veolia Transport Teplice s.r.o. byla přejmenována na ARRIVA TEPLICE s.r.o.
- Společnost Connex CR, s.r.o., která od zániku společnosti Connex Příbram s. r. o. v roce 2008 nemá žádný přímý vlastnický vztah k dopravním společnostem skupiny, zůstala nepřejmenována po celou dobu, kdy skupinu vlastnila Veolia Transport. Teprve ARRIVA ji k 1. červenci 2013 přejmenovala na ARRIVA CR s.r.o.

Společnosti pocházející ze skupiny Veolia až do 1. června 2017 nebyly přímo vlastnicky propojeny se společnostmi skupiny Arriva, které již předtím působily v České republice sdružené do holdingu ARRIVA holding Česká republika s.r.o.
Na začátku prosince 2013 se výkonným ředitelem skupiny Arriva pro region střední a východní Evropy stal Radim Novák, do roku 2012 generální ředitel Veolia Transport Česká republika, současně došlo v řadě zemí střední a východní Evropy ke změně vedení v řadě společností Arriva na úrovni zemí. Ve druhé polovině roku 2013 se Radim Novák podílel na integraci provozů v České republice, na Slovensku, v Polsku, Slovinsku, Chorvatsku a Srbsku do společnosti Arriva, nyní do jeho působnosti přibylo i Maďarsko. V celém tomto regionu bude postupně docházet ke slučování dosavadních provozů Veolia Transport se stávajícími podniky společnosti Arriva. Úkolem Radima Nováka je zaměřit se na růst a budování silných vazeb skupiny Arriva se zadavateli dopravy a cestujícími na stávajících trzích.
K 1. březnu 2014 byl generálním ředitelem Arriva Transport Česká republika se zodpovědností za řízení a integraci celé skupiny Arriva v České republice včetně společnosti Abellio jmenován Daniel Adamka. Prohlásil, že po integraci všech společností je jeho prioritou rozvoj železniční dopravy. Od roku 2010 byl manažerem rozvoje ve Veolii Transport, od roku 2012 je prezidentem Asociace dopravních, spedičních a servisních společností Středních Čech.
K 1. březnu 2014 se Arriva Praha s. r. o. stala jediným společníkem společnosti CUP TOUR bus s. r. o., ta 1. července 2014 zanikla fúzí s mateřskou společností, která převzala provozování jejích dvou autobusových linek.
K 22. říjnu 2016 bylo zapsáno, že se Arriva Transport Česká republika a.s. stala jediným akcionářem ČSAD MHD Kladno a.s., předchozím vlastníkem byla REGA a.s. Přerov.
Dne 22. prosinci 2016 se podle obchodního rejstříku ARRIVA TRANSPORT ČESKÁ REPUBLIKA a.s. stala vlastníkem společnosti Arriva holding Česká republika s.r.o. Následně k 31. květnu 2017 společnost ARRIVA holding Česká republika s.r.o. zanikla fúzí s mateřskou společností. Poté se k 1. červnu 2017 uskutečnila další vlna transformace a přeskupování dceřiných společností skupiny Arriva, dceřiné společnosti Arrivy holding byly však v obchodním rejstříku přepsány na Arrivu Transport až k 2. červnu 2017. Společnost Arriva Praha byla přejmenována na Arriva City a byla do ní sloučena společnost Arriva Teplice. Do společnosti Arriva Střední Čechy byla sloučena společnost PROBO BUS a některé provozovny (Příbram, Sedlčany a Praha-Stodůlky) dosavadní společnosti Arriva Praha a sídlo společnosti bylo přeneseno do stávajícího sídla společnosti PROBO BUS. Společnosti ČSAD MHD Kladno a.s. však stále zůstal původní název a dosud nepřešla na značku Arriva. Společnost Osnado byla sloučena do společnosti Arriva Východní Čechy. Arriva Services převzala provoz technického zázemí všech provozoven včetně skladů náhradních dílů, čerpacích stanic a myček.
K 12. prosinci 2021 byla společnost ARRIVA VÝCHODNÍ ČECHY a.s. přejmenována na ARRIVA autobusy a.s., k 1. lednu 2022 pak do ní byla sloučena dosavadní společnost ARRIVA MORAVA a.s.

## Autobusová a trolejbusová doprava
V květnu 2013, před převzetím skupinou Arriva, byla Veolia Transport Česká republika označována za největšího autobusového dopravce v České republice.
V březnu 2009 měla VT v České republice 5 společností a Slovensku 2 společnosti, celkový roční obrat za obě země převyšoval 3,3 miliardy korun, a provozovala přes 600 příměstských a městských linek. Její vozový park čítal přes 1800 autobusů a 46 trolejbusů a ve svých společnostech zaměstnávala přes 3000 zaměstnanců (zřejmě i tyto údaje zahrnují i Slovensko). Na trhu pravidelné autobusové dopravy zaujímala s více než 20% podílem jedno z čelních postavení v rámci České republiky.
V květnu 2013 údajně skupina zaměstnávala v Česku 2600 lidí a provozovala 1600 autobusů a 4 regionální vlaky. Působí hlavně v Praze a Středočeském kraji, ve východních Čechách a rozsáhlé severní části Moravy a v českém Slezsku. Dceřiná společnost Arriva Teplice s.r.o. provozuje městskou autobusovou i trolejbusovou dopravu v Teplicích, na základě výběrového řízení též regionální autobusovou dopravu v oblasti příměstské dopravy Teplice (což představuje 13 % výkonů autobusové dopravy objednávané Ústeckým krajem), od 1. března 2012 též MHD v Bílině.
| VOZIDLO                                              | CELKOVÝ POČET KUSŮ | POZNÁMKY                                                                                          |
| ---------------------------------------------------- | ------------------ | ------------------------------------------------------------------------------------------------- |
| BOVA FUTURA                                          | 2 KS               | Arriva Autobusy                                                                                   |
| DEKSTRA LE 37                                        | 15 KS              | 14 KS - Arriva Střední Čechy 1 KS - Arriva Autobusy                                               |
| IRISBUS CITELIS 12M CNG                              | 11 KS              | ČSAD MHD KLADNO                                                                                   |
| IRISBUS EVADYS 12M                                   | 2 KS               | Arriva Autobusy                                                                                   |
| IRISBUS EVADYS 12,8M                                 | 1 KS               | Arriva Autobusy                                                                                   |
| IRISBUS MAGELYS PRO 12,2M                            | 1 KS               | 1 ks - Arriva Autobusy 1 ks - ČSAD MHD KLDNO                                                      |
| IRISBUS ARWAY 12M                                    | 3 KS               | Arriva Autobusy                                                                                   |
| IRISBUS ARWAY 12,8M                                  | 1 KS               | Arriva Autobusy                                                                                   |
| IRISBUS CROSSWAY 10,6M                               | 2 KS               | Arriva Střední Čechy                                                                              |
| IRISBUS CROSSWAY 12M                                 | 26 KS              | 5 ks - Arriva Autobusy 12 ks - Arriva Střední Čechy 4 ks - Arriva City 5 ks - ČSAD MHD KLADNO     |
| IRISBUS CROSSWAY 12,8M                               | 35 KS              | 3 ks - Arriva Autobusy 21 ks - Arriva Střední Čechy 11 ks - Arriva City                           |
| IRISBUS CROSSWAY LE 10,8M                            | 3 KS               | ARRIVA STŘEDNÍ ČECHY                                                                              |
| IRISBUS CROSSWAY LE 12M                              | 59 KS              | 16 ks - Arriva Autobusy 14 ks - Arriva Střední Čechy 15 ks - Arriva City 14 ks - ČSAD MHD KLADNO  |
| IRISBUS CROSSWAY LE 12,8M                            | 13 KS              | 1 ks - Arriva Střední Čechy 12 ks - Arriva City 2 ks - Arriva Autobusy                            |
| IVECO CROSSWAY LE LINE 10,8M                         | 166 KS             | 19 ks - Arriva Autobusy 146 ks - Arriva Střední Čechy 1 ks - Arriva City                          |
| IVECO CROSSWAY LE LINE 12M                           | 241 KS             | 108 ks - Arriva Autobusy 56 ks - Arriva Střední Čechy 61 ks - Arriva City 16 ks - ČSAD MHD KLADNO |
| IVECO CROSSWAY LE LINE 13M                           | 5 KS               | 2 ks - Arriva Autobusy 3 ks - Arriva Střední Čechy                                                |
| IVECO CROSSWAY LE LINE 14,5M                         | 15 KS              | Arriva Střední Čechy                                                                              |
| IVECO CROSSWAY LE CITY 10,8M                         | 4 KS               | Arriva Autobusy                                                                                   |
| IVECO CROSSWAY LE CITY 12M                           | 36 KS              | 32 ks - Arriva Autobusy 1 ks - Arriva Střední Čechy 3 ks - Arriva City                            |
| IVECO CROSSWAY LE CITY 12M NP                        | 20 ks              | ČSAD MHD KLADNO                                                                                   |
| IVECO CROSSWAY LE CITY 14,5M                         | 6 KS               | Arriva Autobusy                                                                                   |
| IVECO CROSSWAY LINE 12M                              | 45 KS              | 15 ks - Arriva Autobusy 28 ks - Arriva Střední Čechy 2 ks - Arriva City                           |
| IVECO CROSSWAY LINE 13M                              | 2 KS               | 1 ks - Arriva Autobusy 1 ks - Arriva Střední Čechy                                                |
| IVECO CROSSWAY PRO 12M                               | 5 KS               | 2 ks - Arriva Střední Čechy 3 ks - Arriva Autobusy                                                |
| IVECO CROSSWAY PRO 13M                               | 2 KS               | Arriva Autobusy                                                                                   |
| IVECO MAGELYS PRO 12.2M                              | 1 KS               | ČSAD MHD KLADNO                                                                                   |
| Iveco URBANWAY 12M                                   | 3 KS               | 2 ks - Arriva City 1 ks - Arriva Autobusy                                                         |
| Iveco URBANWAY 12M CNG                               | 27 KS              | ČSAD MHD KLADNO                                                                                   |
| MAN LION´S CITY LE Ü                                 | 92 KS              | Arriva Střední Čechy                                                                              |
| MAN LION´S CITY 12C EfficientHybrid                  | 4 KS               | Arriva City                                                                                       |
| MAN NL323 LION´S CITY L                              | 9 KS               | Arriva City                                                                                       |
| MAN LION´S COACH                                     | 3 KS               | 2 ks - Arriva Autobusy 1 ks - Arriva Střední Čechy                                                |
| MAN LION´S COACH L                                   | 10 KS              | 6 ks - Arriva Autobusy 4 ks - Arriva City                                                         |
| MERCEDES-BENZ INTEGRO II L                           | 2 KS               | Arriva Střední Čechy                                                                              |
| MERCEDES-BENZ TOURISMO 15RHD                         | 2 KS               | Arriva Střední Čechy                                                                              |
| MERCEDES-BENZ TOURISMO RHD L                         | 1 KS               | Arriva City                                                                                       |
| MERCEDES-BENZ TOURISMO 16RHD                         | 1 KS               | Arriva Autobusy                                                                                   |
| MERCEDES-BENZ CONECTO LF MERCEDES-BENZ CONECTO LF II | 3 KS 18 KS         | Arriva Střední Čechy                                                                              |
| MERCEDES-BENZ CITARO O530G II CNG                    | 1 KS               | Arriva Autobusy                                                                                   |
| ROŠERO P - IVECO FIRST FCLLI                         | 11 KS              | 5 ks - Arriva Autobusy 6 ks - Arriva Střední Čechy                                                |
| ROŠERO P - IVECO FIRST FCLLI XL                      | 1 KS               | Arriva Střední Čechy                                                                              |
| SCANIA CITYWIDE LF 10,9M                             | 4 KS               | Arriva Autobusy                                                                                   |
| SCANIA CITYWIDE LF 12M CNG                           | 27 KS              | ČSAD MHD KLADNO                                                                                   |
| SCANIA CITYWIDE SUBURBAN LE 15M                      | 3 KS               | Arriva Autobusy                                                                                   |
| SCANIA CITYWIDE SUBURBAN LE 15M CNG                  | 9 KS               | ČSAD MHD KLADNO                                                                                   |
| SCANIA IRIZAR i6s                                    | 5 KS               | Arriva City                                                                                       |
| SCANIA IRIZAR PB                                     | 2 KS               | Arriva Autobusy                                                                                   |
| SETRA S416 LE business                               | 29 KS              | Arriva Střední Čechy                                                                              |
| SETRA S417GT                                         | 1 KS               | Arriva Autobusy                                                                                   |
| SETRA S418 LE business                               | 37 KS              | Arriva Střední Čechy                                                                              |
| SETRA S419 UL                                        | 15 KS              | Arriva Střední Čechy                                                                              |
| SKD IVECO STRATOS LE 37                              | 3 KS               | Arriva Střední Čechy                                                                              |
| SOLARIS URBINO 15 III                                | 11 KS              | 2 ks - Arriva Autobusy 1 ks - Arriva Střední Čechy 5 ks - Arriva City 3 ks - ČSAD MHD KLADNO      |
| SOLARIS URBINO 15 III LE                             | 19                 | Arriva Střední Čechy                                                                              |
| SOR BN 8,5                                           | 10 KS              | 5 ks - Arriva Autobusy 5 ks - Arriva City                                                         |
| SOR BN 9,5                                           | 13 KS              | 1 ks - Arriva Autobusy 3 ks - Arriva Střední Čechy 9 ks - Arriva City                             |
| SOR BN 10,5                                          | 19 KS              | 3 ks - Arriva Autobusy 8 ks - Arriva Střední Čechy 8 ks - Arriva City                             |
| SOR BNG 10,5                                         | 1 KS               | ČSAD MHD KLADNO                                                                                   |
| SOR BN 12                                            | 15 KS              | 1 ks - Arriva Autobusy 14 ks - Arriva City                                                        |
| SOR C 9,5                                            | 1 KS               | Arriva Autobusy                                                                                   |
| SOR C 10,5                                           | 125 KS             | 46 ks - Arriva Střední Čechy 10 ks - Arriva City 69 ks - Arriva Autobusy                          |
| SOR C 12                                             | 30 KS              | 6 ks - Arriva Střední Čechy 24 ks - Arriva Autobusy                                               |
| SOR CN 8,5                                           | 29 KS              | 13 ks - Arriva Autobusy 1 ks - Arriva Střední Čechy 15 KS - Arriva City                           |
| SOR CN 9,5                                           | 9 KS               | Arriva Autobusy                                                                                   |
| SOR CN 10,5                                          | 117 KS             | 82 ks - Arriva Autobusy 35 ks - Arriva Střední Čechy                                              |
| SOR CNG 10,5                                         | 4 KS               | 3 ks - Arriva Autobusy 9 ks - ČSAD MHD KLADNO                                                     |
| SOR CN 12                                            | 55 KS              | 37 ks - Arriva Autobusy 1 ks - Arriva City 17 ks - Arriva Střední Čechy                           |
| SOR CNG 12                                           | 43 KS              | 42 ks - Arriva Autobusy 1 ks - ČSAD MHD KLADNO                                                    |
| SOR CN 12,3                                          | 81 KS              | 16 ks - Arriva Střední Čechy 65 ks - Arriva Autobusy                                              |
| SOR CNG 12.3                                         | 16 KS              | ČSAD MHD KLADNO                                                                                   |
| SOR NB 12                                            | 34 KS              | 9 ks - Arriva Autobusy 3 ks - Arriva Střední Čechy 22 ks - Arriva City                            |
| SOR NBG 12                                           | 18 KS              | ČSAD MHD KLADNO                                                                                   |
| SOR NB 18                                            | 47 KS              | 9 ks - Arriva Střední Čechy 28 ks - Arriva City 3 ks - Arriva Autobusy 7 ks - ČSAD MHD KLADNO     |
| SOR NBG 18                                           | 3 KS               | 3 ks - Arriva Autobusy 20 ks - ČSAD MHD KLADNO                                                    |
| SOR NC 18                                            | 2 KS               | Arriva City                                                                                       |
| SOR NS 12                                            | 12 KS              | Arriva Autobusy                                                                                   |
| SOR LC 10,5                                          | 3 KS               | 1 ks - Arriva Střední Čechy 2 ks - Arriva Autobusy                                                |
| SOR LC 12                                            | 2 KS               | Arriva Autobusy                                                                                   |
| SOR LH 9,5                                           | 1 KS               | Arriva Autobusy                                                                                   |
| VDL FUTURA 2                                         | 4 KS               | 1 ks - Arriva Autobusy 3 ks - Arriva Střední Čechy                                                |

## Železniční doprava

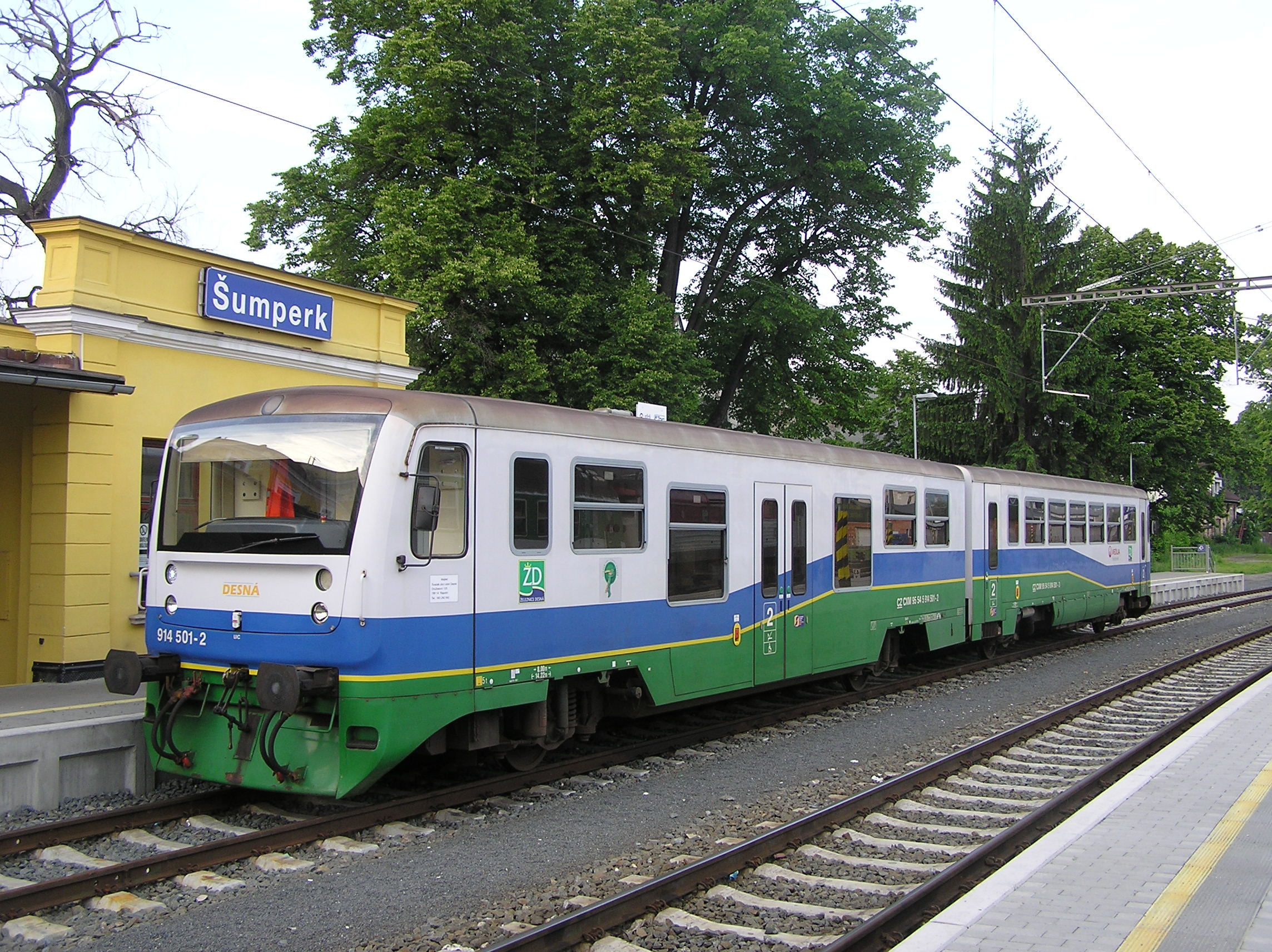
Železnice Desná

### Železnice Desná
Connex Morava a. s. (později jako Veolia Transport Morava a. s. a Arriva Morava a. s.) od 1. října 2002 provozuje v rámci Integrovaného dopravního systému Olomouckého kraje (IDSOK) drážní dopravu na regionální železniční dráze Železnice Desná, tedy na trati č. 293 Šumperk–Petrov nad Desnou–Kouty nad Desnou s odbočnou tratí Petrov nad Desnou–Sobotín.
Poté, co trať byla elektrifikována, se podle zprávy z listopadu 2015 Olomoucký kraj dohodl s Českými drahami, že od června 2016 nasadí na trať své elektrické jednotky v rámci stávající desetileté celokrajské smlouvy. Smlouva s Arrivou Morava platí do konce roku 2016, od června 2016 však bude Arriva zřejmě provozovat dopravu jen na odbočném úseku z Petrova nad Desnou do Sobotína.

### Pardubice – Liberec – Zittau (nabídka)
Connex Česká Železniční s. r. o. v prosinci 2004 požádala Správu železniční dopravní cesty o přidělení kapacity dopravní cesty na období 2005/2006 pro rychlíky na trati 030 (Pardubice–Liberec) s návazností na trať 089 z Liberce ke státní hranici. Chtěl provozovat dopravu až do Zittau, kde měly navazovat spoje německé společnosti Lausitzbahn do Německa. Na trať měly být nasazeny nízkopodlažní klimatizované a bezbariérové jednotky Siemens-Desiro. Počátkem roku 2005 požádala tato společnost Ministerstvo dopravy České republiky o uzavření smlouvy o závazku veřejné služby. Podle některých zpráv byly požadované spoje do jízdního řádu pro rok 2005/2006 již zařazeny, podle jiných Správa železniční dopravní cesty žadateli kapacitu dopravní cesty nepřidělila a přednostní přidělení nebylo možné, protože žádný z dopravců neměl ještě uzavřenou smlouvu o závazku veřejné služby na rok 2006. Smlouvy se totiž dosud obvykle uzavíraly až těsně před obdobím, na které měly platit. Mluvčí ministerstva dopravy Marcela Švejnohová 31. května 2005 řekla, že ministerstvo dohodu o zajištění veřejné rychlíkové dopravy na rok 2006 již připravuje s Českými dráhami a zajištění dopravy Connexem by přicházelo v úvahu až od jízdního řádu pro rok 2007.
10. března 2008 byla Connex Česká Železniční s. r. o. zrušena.

### Praha – Rudná – Beroun (nabídka)
Firma Veolia Transport Česká republika podala 6. června 2007 Středočeskému kraji a organizaci ROPID nabídku na provozování osobní dopravy na trati 173 Praha hl. n. – Rudná u Prahy – Beroun od 1. ledna 2009 motorovými jednotkami švýcarské výroby STADLER RegioShuttle RS-1. Zároveň Veolia Transport projevila zájem provozovat od 15. prosince 2007 pravidelný sobotní pár spojů na této trase motorovou jednotkou Siemens Desiro jako nedotovanou propagační akci. Předváděcí jízdu uspořádal dopravce 6. června 2007.

### Rychlíky na Liberecko (nabídka)
V srpnu 2007 Veolia Transport ČR podala ministerstvu dopravy nabídku na provozování tří dálkových železničních linek počínaje 14. prosincem 2008 na dobu osmi let, moderními nízkopodlažními vozidly Siemens Desiro DMU Classic. Šlo o tratě Praha hlavní nádraží – Turnov – Tanvald v délce 136 km, Nymburk – Česká Lípa – Rumburk (130 km) a Liberec – Ústí nad Labem (113 km).
Ministerstvo dopravy se k nabídce vyjádřilo prostřednctvím médií. Mluvčí ministerstva konstatoval, že termíny výběrových řízení nejsou zatím určeny a že ministerstvo čeká na nový zákon o veřejné dopravě, jehož účinnost předpokládá od ledna 2009, na dokončení restrukturalizace Českých drah a na přechod tvorby jízdních řádů z ČD na SŽDC. Veolia Transport ve své reakci obvinila ministerstvo z nekonzistentnosti postojů, protože ministr dopravy Aleš Řebíček v dopise ze 4. prosince 2006 sdělil, že „Ministerstvo dopravy… je připraveno vyhlásit v průběhu roku 2007 zadávací řízení na výběr dopravce na zvolených linkách dálkové drážní dopravy pro jízdní řád platný v období 2008/09.“ 

### Současnost

#### Rychlíkové linky R21 Praha - Tanvald, R22 Kolín - Mladá Boleslav - Rumburk, R24 Praha - Kladno - Rakovník a R26 Praha - Příbram - Písek - České Budějovice
Tyto linky provozuje od 15.12.2019, nasazuje na ně motorové jednotky 845, ale první týden provozu měla Arriva problémy a mnoho vlaků bylo bez náhrady odřeknuto, nebo byly vedeny náhradní soupravou.

#### Osobní vlaky ve Zlínském a Libereckém kraji
Tam provozuje Arriva vlaky také od 15.12.2019 i ve Zlínském kraji se první týden potýkala s problémy.

## Vedení
Začátkem února 2008 se Petr Moravec, dosavadní generální ředitel Veolia Transport Česká republika a. s. od roku 2004, stal náměstkem pro osobní dopravu u konkurenční firmy České dráhy a. s. Do té doby vystupoval jako kritik ministerstva dopravy, které neumožnilo firmě Connex získání zakázky na rychlíkovou dopravu a prodlužovalo monopol Českých drah. Moravec se má podílet na vzniku dceřiné společnosti Českých drah pro osobní dopravu.
Novým generálním ředitelem společnosti od 1. února 2008 byl Dick ten Voorde, dosavadní generální ředitel Středomořské oblasti Veolia Transport (Slovinsko, Chorvatsko a Srbsko). Od 1. června 2008 byl generálním ředitelem Michel Fourré, který byl současně provozním ředitelem Veolia Transport pro střední Evropu (Česko, Slovensko, Polsko, Maďarsko, Slovinsko, Chorvatsko a Srbsko).
K 1. březnu 2009 byl Radim Novák, dosavadní finanční ředitel a místopředseda představenstva VT ČR, jmenován generálním ředitelem VT ČR, s působností i pro Slovensko.
V listopadu 2012 byl Radim Novák jmenován zároveň zástupcem generálního ředitele Veolia Transport Central Europe.